# Anapistula ishikawai
Anapistula ishikawai is een spinnensoort uit de familie Symphytognathidae. De soort komt voor in Japan.